# Pteraulax setaria
Pteraulax setaria är en tvåvingeart som beskrevs av Hesse 1956. Pteraulax setaria ingår i släktet Pteraulax och familjen svävflugor. Inga underarter finns listade i Catalogue of Life.